# Jakob Christoph Blarer von Wartensee

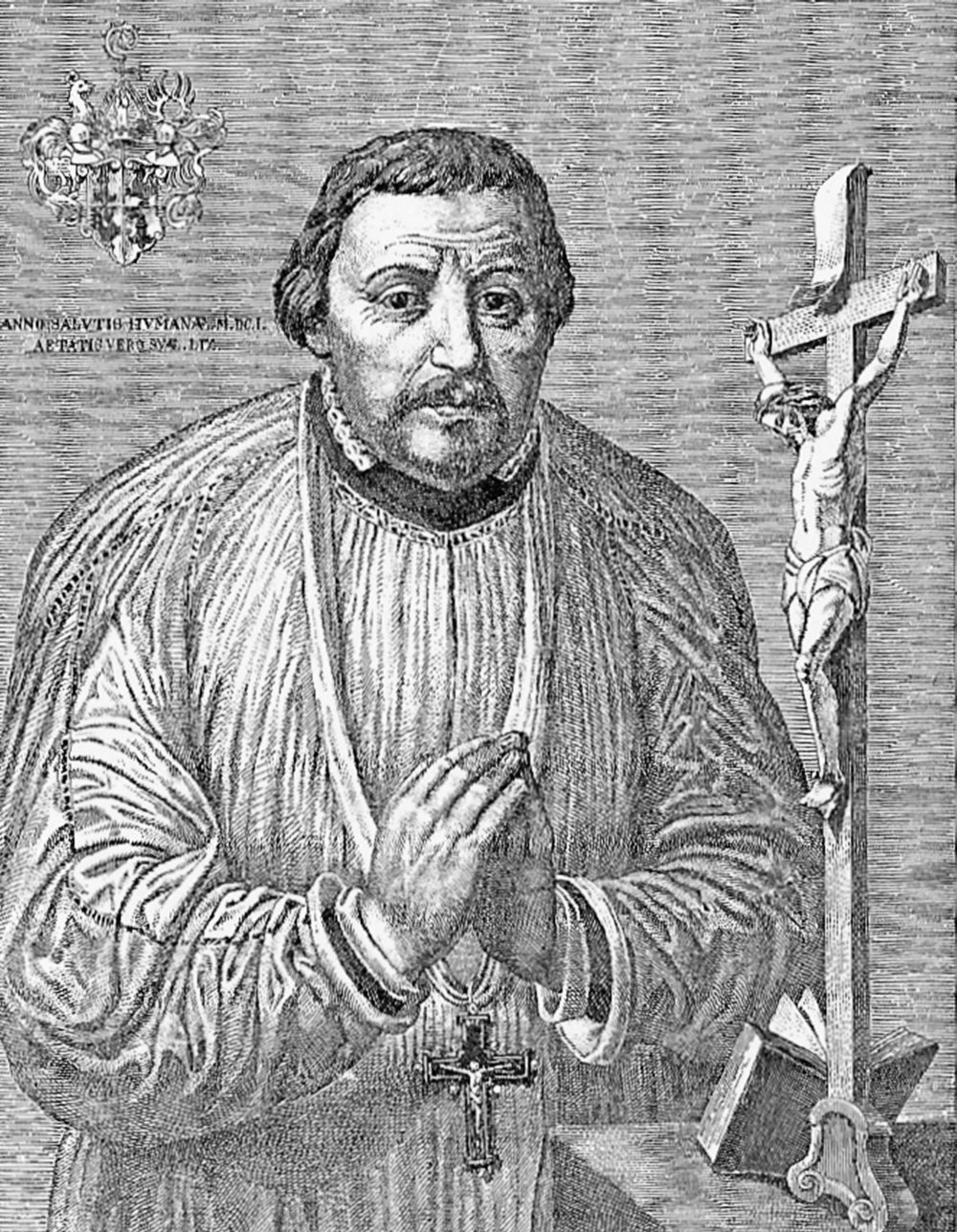
Bischof Jakob Christoph Blarer (zeitgenössische Darstellung)

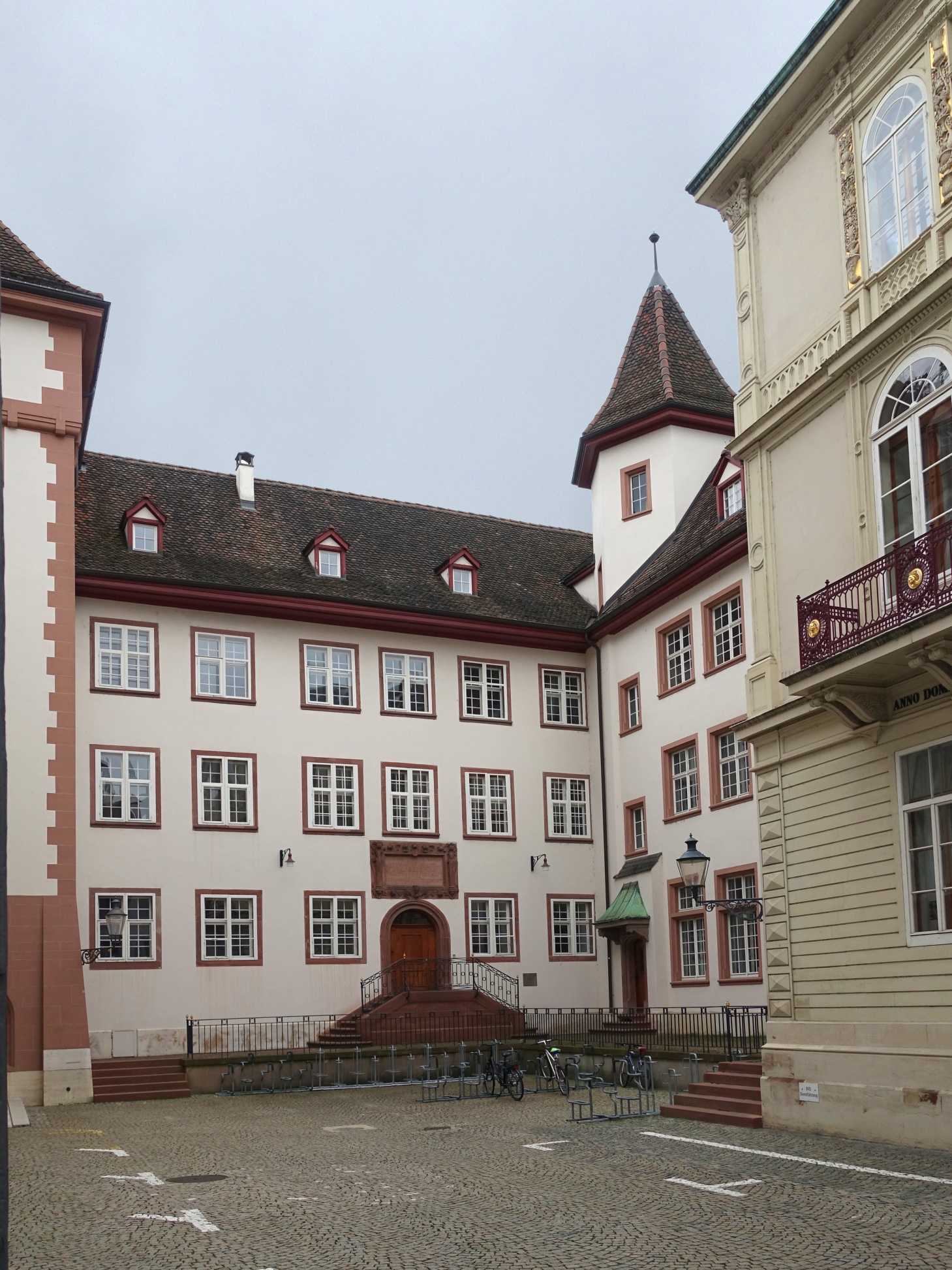
Domhof auf dem Münsterberg in Basel

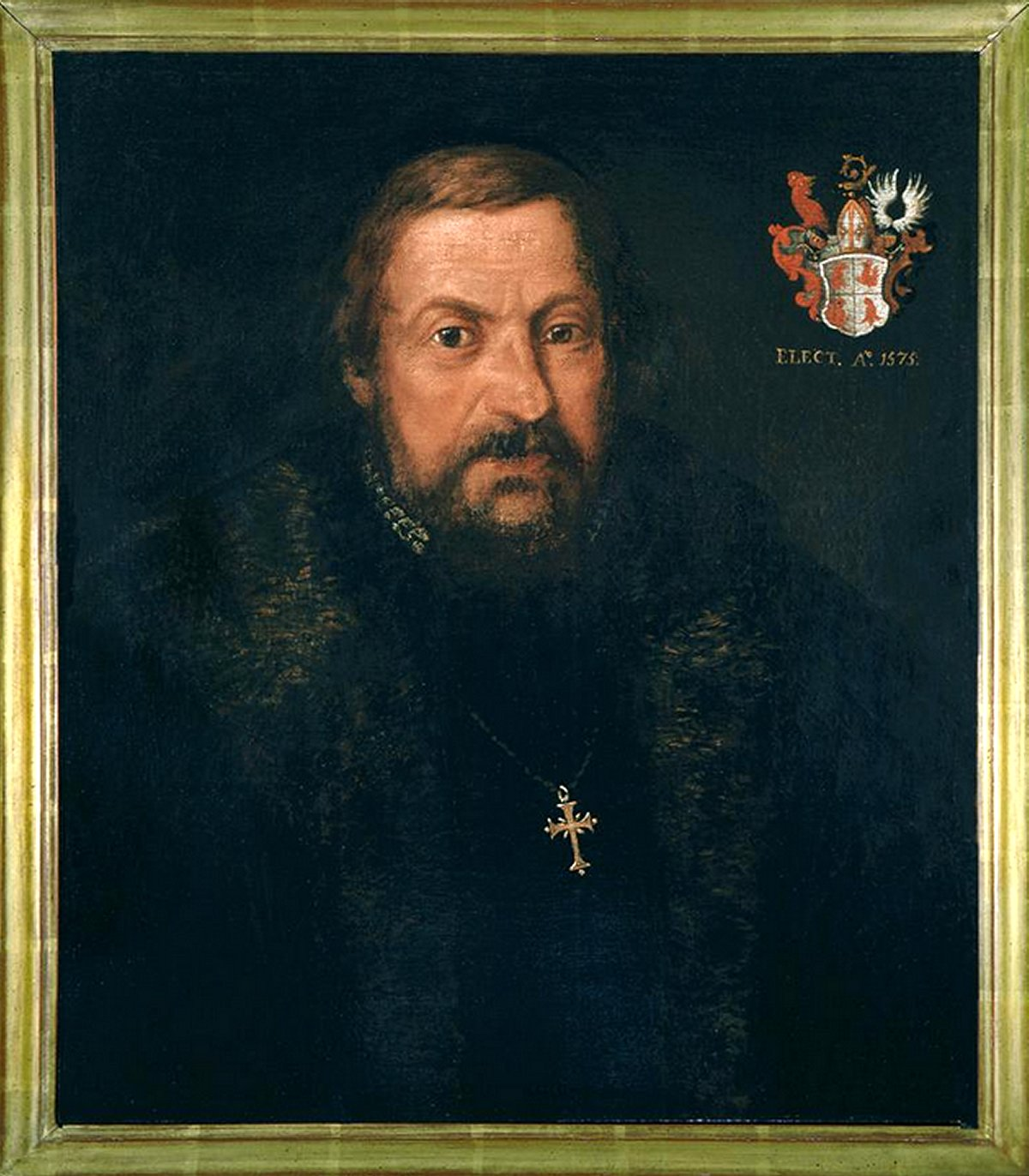
Jakob Christoph Blarer

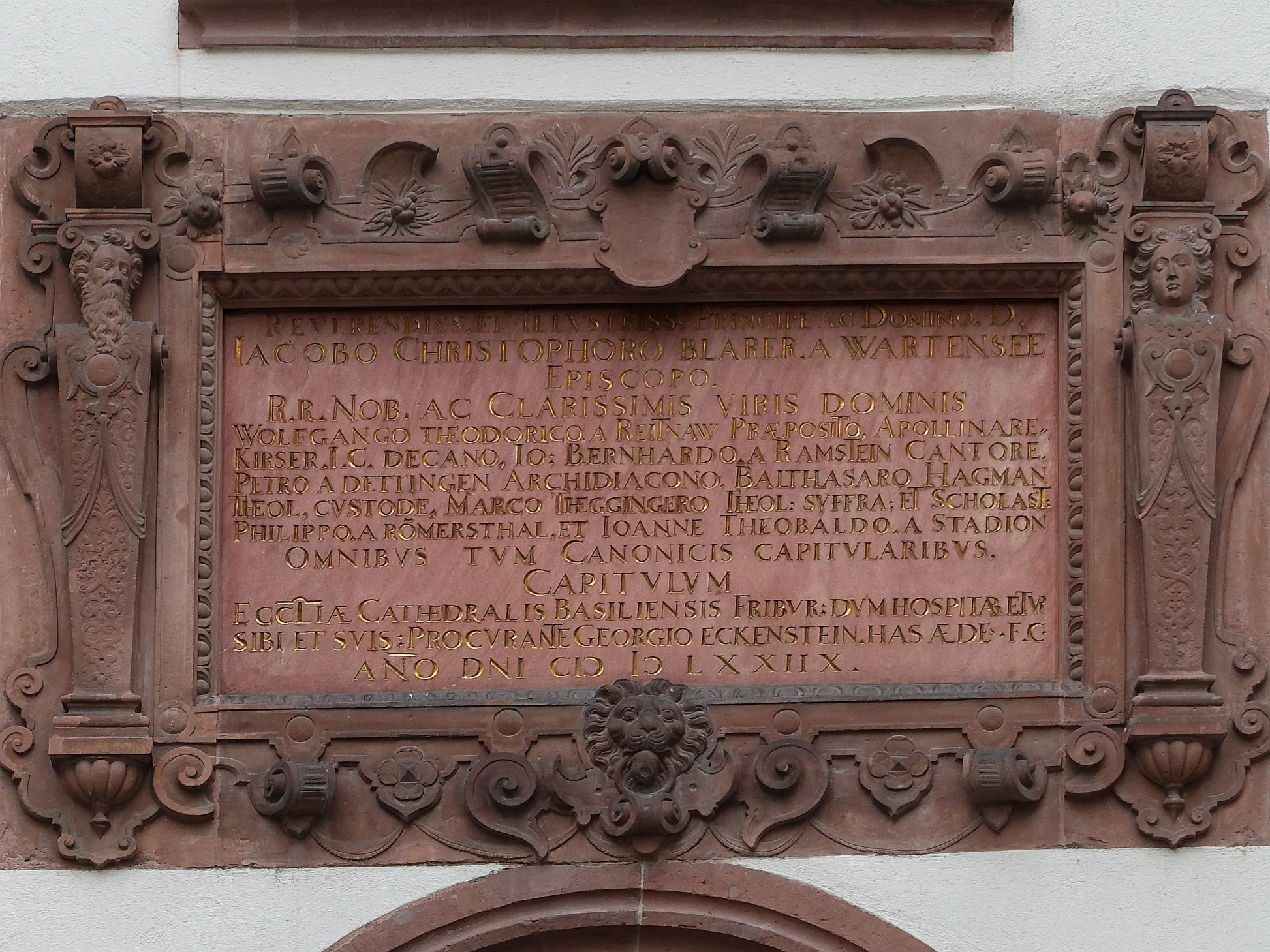
Inschrift über der Eingangstüre des Domhofs

Jakob Christoph Blarer (Blaurer) von Wartensee (* 11. Mai 1542 auf Schloss Rosenberg in der Gemeinde Berneck SG; † 18. April 1608 in Pruntrut) war Fürstbischof im Bistum Basel.
Er war Sohn des Wolf Dietrich (alias Wilhelm) Blarer und der Helena von Hallwil und studierte Theologie in Freiburg im Breisgau.
Nachdem er am 10. Februar 1577 die Bischofsweihe erhalten hatte, setzte er mit Hilfe der Kapuziner und der Jesuiten die Reformen des Konzils von Trient um, rekatholisierte Teile seines Herrschaftsgebiets (besonders das deutschsprachige Birstal dank dem Badener Vertrag von 1585) und führte 1581 eine Diözesansynode durch. Er begab sich zu Visitationen in sämtliche ihm unterstellten Pfarreien und führte revidierte Messbücher, Ritenbücher, Breviere und Martyrologien ein.